# Vicente López-Ibor Camós
Vicente López-Ibor Camós (San Carlos de la Rápita, septiembre de 1930 - Majadahonda, 3 de abril de 2020) fue un médico, psiquiatra y neurólogo, especializado en paidopsiquiatría y humanista español. Presidente de honor de la Sociedad Española de Psiquiatría del Niño y del Adolescente. Una de las figuras más importantes de la psiquiatría y la neuropsiquiatría infantil y de la adolescencia española. Entre otras distinciones y méritos, recibió la Orden del Mérito Civil de Sanidad.

## Biografía
Nació en San Carlos de la Rápita, hijo del médico generalista y psiquiatra Vicente López Ibor Marco y sobrino del psiquiatra y profesor Juan José López Ibor Marco. Estudió medicina en la Universidad Complutense de Madrid y en el Hospital Clínico San Carlos.
Neurólogo y psiquiatra, especializado en Paidopsiquiatría y una de las figuras más importantes de la Psiquiatría Española, pionero de la Neuropsiquiatría de la infancia y la adolescencia en España. Trabajó durante más de cuatro décadas en favor de la creación y el desarrollo disciplinar de la psiquiatría infantil en España, siendo figura central en dicha tarea. Discípulo de la Escuela del Doctor Carlos Jiménez Díaz, completó su formación como neuropsiquiatra infantil en los centros internacionales más relevantes de los años 60 y 70, con Jeroni de Moragas i Gallissà en Barcelona, Alfred Strauss, Giovanni Bollea en Roma o Arnold van Krevelen en La Haya, con quien mantuvo gran amistad.
En el año 1959 crea el Instituto Neuropsiquiátrico Infantil Albor, referencia durante treinta años del cultivo de la especialidad en España, completando su labor como consultor de psiquiatría infantil de la Fundación Jiménez Díaz, así como en la Facultad de Medicina de la Universidad Autónoma de Madrid, y otros centros y entidades clínicas y académicas.
En los años ochenta crea y dirige el Servicio de psiquiatría infantil del Hospital San Juan de Dios de Carabanchel. Participó activamente como consejero en el Plan Nacional de Prevención de la Subnormalidad, bajo el impulso del profesor Mayor Zaragoza, con quién colaboró en este campo estrechamente. Como presidente de la Sociedad Española de Psiquiatría del Niño y del Adolescente (ahora AEPNyA) y de la Unión Europea de Paidopsiquiatría, impulsó el desarrollo académico y clínico y la difusión de esta especialidad en España. Creó la Revista de Sociedad Española infantojuvenil junto con los profesores Dr. Josep Tomas i Vilaltella y Dr. José Luis Alcázar, y fue presidente de honor de la Asociación Española de Psiquiatría Infantojuvenil. Realizó numerosas contribuciones científicas sobre temas clínicos en el ámbito de la psiquiatría infantil.
El 13 de mayo de 2015, la Clínica de la Luz de Madrid inauguró el aula que lleva su nombre, dedicada a la formación permanente de Psiquiatras en los trastornos mentales en la infancia y la adolescencia.
Le fue concedida, entre otros méritos y distinciones, la Orden del Mérito Civil de Sanidad española en el año 2015.
El 3 de abril de 2020, a los 89 años, el Doctor Vicente López-Ibor Camós, casado con Doña Juana Mayor Zaragoza, murió en su casa de Majadahonda, Madrid, dejando una trayectoria de más de 60 años de trabajo al servicio de la psiquiatría infantil.